# Probus
Probus (Marcus Aurelius Probus), född 19 augusti 232 i Sirmium, Pannonia Inferior, död i september 282 i Sirmium, var romersk kejsare från 276 till 282.

## Biografi
Probus var militär och hade avancerat från menig till Dux Orientis, befälhavare för rikets östra del. Han utsågs av sina trupper till romersk kejsare 276 och gav sig in i en kamp mot kejsar Florianus. Denne mördades dock av egna soldater efter 88 dagar som kejsare.
Probus fick nu ta itu med många hot: goter, franker, vandaler. Även situationen i Egypten vållade problem för Probus, liksom bland hans egna soldater. Dessutom blev han tvungen att besegra tre usurpatorer: Saturninus, Proculus och Bonosus. Sedan Probus väl löst dessa problem kunde han inte betrakta sig som obestridd kejsare, för då utropades Carus till kejsare, även han av egna trupper. Strax därefter mördades Probus av de egna styrkorna när han övervakade torrläggningen av ett träsk vid Sava.
Under sin tid som kejsare lät han också plantera oliver i Afrika och anlägga vingårdar i Gallien.